# Mare de Déu del Roser de Masdenverge
La Mare de Déu del Roser de Masdenverge és una església noucentista de Masdenverge (Montsià) protegida com a Bé Cultural d'Interès Local.

## Descripció
Església parroquial de planta rectangular amb l'entrada a la façana frontal, on s'accedeix gràcies a uns esglaons i protegida per un petit frontispici, més amunt encara hi ha tres finestres estretes i altes, amb arc de mig punt i amb vidrieres policromades de motius geomètrics molt senzills.
La teulada és de doble vessant i amb ràfec, i a la cantonada d'una de les façanes laterals hi ha una torre campanar, de secció quadrada, amb teuladeta de quatre vessants, una creu al vèrtex i rellotges, un a cada cara del campanar. Les façanes laterals també tenen finestres del mateix tipus, amb vidrieres policromades.
L'interior és una àmplia nau que desemboca a l'altar major.